# Калеминцев, Леонид Евдокимович
Леонид Евдокимович Калеминцев (10 октября 1929 — 9 июля 2018) — трубогибщик цеха № 9 Северного машиностроительного предприятия (Северодвинск), Герой Социалистического Труда (1974).

## Биография
Родился 10 октября 1929 года в деревне Малое Заволжье Коношского района Архангельской области.
В 1949—1953 служил в одной их частей морской авиации на Кольском полуострове.
С 1953 года и до выхода на пенсию работал на заводе № 402 (сейчас — ОАО "ПО «Северное машиностроительное предприятие») по специальности трубогибщика.
Их небольшая бригада цеха № 9 (обычно пять человек) выполняла все работы по прокладке систем трубопроводов кораблей и подводных лодок, от изготовления шаблонов на монтажные работы до монтажа и сдачи системы.
В 1966 г. награждён орденом «Знак Почёта».
Указом Президиума Верховного Совета СССР от 4 декабря 1974 года за выдающиеся заслуги в освоении и производстве новой техники (атомной подводной лодки проекта 667Б) трубогибщику цеха № 9 «Северного машиностроительного предприятия» Калеминцеву Леониду Евдокимовичу присвоено звание Героя Социалистического Труда.
С 1989 года на пенсии.
Жил в Северодвинске. Умер 9 июля 2018 года. Похоронен на городском кладбище «Миронова гора»